# José Meolans
José Martín Meolans (Córdoba,  22 de junio de 1978) es un exnadador argentino.

## Vida personal
Según cuenta su propia madre en el sitio oficial de Meolans, a los 10 meses dio sus primeros pasos. El temor que tenían sus padres era que se ahogara en el río que estaba frente a su casa y esto hizo que acudieran a un profesor de natación, para que le enseñara a nadar. Fue en la pileta del abuelo Eliseo donde José dio sus primeras brazadas. Allí, aún sin saberlo, comenzaba a bosquejarse su futuro.
A los 17 años participó en el Campeonato Argentino realizado en Gimnasia y Esgrima (Buenos Aires) y se consagró como el primer nadador argentino en bajar los 50 segundos en 100 metros libre (49s 86).
En 1998 obtuvo la medalla de oro en los 50 metros libre en la Copa del Mundo de Río de Janeiro.
- Representante Olímpico en 4 oportunidades (1996-00-04-08).
- Representante Panamericano en 4 oportunidades (1995-99-03-07).
- Representante mundialista en 10 oportunidades.

Fue ganador del título de los 50 metros en estilo libre en el Campeonato Mundial FINA Short Course de 2002 en Moscú.
En 2003 ganó la medalla de oro en los 100 m de estilo libre en los Juegos Panamericanos.
En el 24.° Campeonato Internacional de 2006 en Oporto, Portugal, Meolans ganó dos medallas de oro en estilo libre: 50 metros en (23s 14) y 100 metros en (50s 66), y una medalla de bronce en el Campeonato Mundial FINA Shot Course en 100 estilo libre de 2006.
En los Juegos Panamericanos de Río de Janeiro 2007 ganó la medalla de plata en los 100 metros estilo libre.
En 2007 fue elegido como modelo e imagen de Piccot Underwear.
La Fundación Konex le otorgó el Premio Konex de Platino en 2000 y el Premio Konex - Diploma al Mérito en 2010.
En marzo de 2014 le correspondió inaugurar la Piscina semiolímpica climatizada Hugo Mauro de la ciudad de Las Flores.

## Récords Argentinos
Récords argentinos en Pileta Corta (25 m):
- 50 libre: 21.36 – José Meolans – Moscú, Rusia – 05/04/2002 (aún vigente)
- 100 libre: 47.09 – José Meolans – Moscú, Rusia – 07/04/2002 (aún vigente)

Récords argentinos en Pileta Larga (50 m):
- 50 libre: 22.18 – José Meolans – Buenos Aires, Argentina – 20/12/2008 (superado el 03/06/2023 por Guido Buscaglia).